# Apache OpenOffice
Apache OpenOffice (dříve OpenOffice.org) je kancelářský balík šířený jako svobodný software pod licencí Apache. Je komukoliv dostupný zdarma, schopný provozu pod operačními systémy Microsoft Windows, macOS, Linux, Solaris a FreeBSD. Všechny jeho součásti jsou přeloženy do více než 110 jazyků vč. češtiny. K dispozici jsou překlady i méně rozšířených jazyků, jako je např. rusínština.
Balík od verze 2.0 plně používá a podporuje otevřený souborový formát OpenDocument, který byl schválen a přijat jako standard ISO. Dokáže však načítat a ukládat i soubory v mnoha jiných formátech, včetně proprietárních formátů kancelářského balíku Microsoft Office a nově přijatého problematického ISO standardu navrženého Microsoftem OOXML.
První verzí pod novým názvem Apache OpenOffice byla verze 3.4 z května 2012. Poslední významnou verzí byla verze 4.1, která vyšla v roce 2014. Projekt pokračuje ve vydávání pouze menších aktualizací, které opravují chyby, aktualizují slovníky a zřídka obsahují vylepšení funkcí. Poslední údržbové vydání bylo 4.1.13 z července 2022.
Potíže s udržením dostatečného počtu přispěvatelů, aby projekt zůstal životaschopný, přetrvávají již několik let. V lednu 2015 projekt hlásil nedostatek aktivních vývojářů a příspěvků do kódu. Od roku 2015 se neustále objevují problémy s včasným zajišťováním oprav bezpečnostních chyb. Počet stažení softwaru dosáhl vrcholu v roce 2013 s průměrem necelých 148 000 denně, zatímco v letech 2019 až 2022 jich bylo přibližně 40 000 až 50 000 denně.

## Přehled
Podle prohlášení o hlavním cíli celého projektu se Apache OpenOffice snaží „Za spolupráce v komunitě vytvořit přední mezinárodní kancelářskou sadu nástrojů, která bude pracovat na všech hlavních platformách a poskytovat přístup k veškerým funkcím a datům pomocí API, založeného na otevřených komponentách a souborového formátu, založeného na XML.“
Hlavní vývojové platformy jsou Microsoft Windows, macOS, Linux a Solaris. K dispozici nebo ve vývoji jsou také verze pro OS/2 a mnoho unixových operačních systémů.
Apache OpenOffice hodlá konkurovat Microsoft Office a napodobit způsob práce s ním tam, kde je to vhodné. Dokáže zapisovat a číst většinu formátů, používaných v Microsoft Office a mnoha jiných aplikacích, což je nezbytná funkce pro mnoho uživatelů.
Bylo dokonce zjištěno, že Apache OpenOffice dokáže otevřít soubor vytvořený ve starších verzích Microsoft Office a také poškozené soubory, které nedokážou otevřít ani novější verze Microsoft Office. Nicméně ale nedokáže otevřít soubory ve formátu používaném starším Word for Macintosh (MCW). Korektní zobrazení souborů z Microsoft Office však není stoprocentní.

## Historie vydání OpenOffice
| Verze | Datum vydání | Změny                                                                             |
| ----- | ------------ | --------------------------------------------------------------------------------- |
| 3.2   | 02. 11. 2010 | Nové funkce, a vylepšení výkonu                                                   |
| 3.2.1 | 06. 04. 2010 | Aktualizováno Oracle Start Center a OpenDocument formát ikonky                    |
| 3.3   | 25. 01. 2011 | Přidány Nové funkce tabulek                                                       |
| 3.4   | 05. 08. 2012 | První verze pod nadací Apache, přejmenování z OpenOffice.org na Apache OpenOffice |
| 4.0   | 23. 07. 2013 | Nové funkce a vylepšení (postranní lišta z Lotus Symphony…)                       |
| 4.0.1 | 01. 10. 2013 |                                                                                   |
| 4.1.0 | 29. 04 2014  |                                                                                   |
| 4.1.1 | 21. 08. 2014 |                                                                                   |
| 4.1.2 | 28. 10. 2015 | Opravy stability, chyb a vylepšení. Na tuto verzi je doporučeno přejít            |
| 4.1.3 | 12. 10. 2016 |                                                                                   |
| 4.1.4 | 19. 10. 2017 |                                                                                   |
| 4.1.5 | 30. 12. 2017 |                                                                                   |
| 4.1.6 | 18. 11. 2018 |                                                                                   |

Apache OpenOffice je sada aplikací, které spolu těsně spolupracují, aby byly schopny nabídnout funkce očekávané od moderního kancelářského balíku. Mnoho součástí je vytvořeno podle vzorů, které jsou součástí Microsoft Office. Součástí balíku Apache OpenOffice jsou:
- Writer – textový editor
- Calc – tabulkový procesor
- Impress – prezentační nástroj
- Draw – grafický editor
- Base – databázový frontend
- Math – nástroj pro vytváření matematických vzorců
- Quickstarter – program pro MS Windows, který nahrává knihovny a důležité kusy kódu do paměti předem, aby se díky tomu spustil program rychleji.

## Historie
Předchůdce tohoto balíku, kancelářský balík StarOffice, vyvíjela od roku 1994 německá firma StarDivision. Od verze 4.2 je vyvíjen na platformě nezávislé knihovně jazyka C++ StarView. V roce 1999 jej koupila společnost Sun Microsystems, výrobce počítačů s procesorem SPARC a s operačním systémem Solaris. Sun poté zveřejnil téměř celý zdrojový kód StarOffice a ten je nyní vyvíjen jako Apache OpenOffice komunitou nezávislých vývojářů a poskytován zdarma pod licencí z rodiny GPL podobně jako například aplikace projektu Mozilla. StarOffice zůstal jako samostatná větev obsahující kromě kódu OpenOffice.org i některá další rozšíření chráněná autorskými právy. Cílem kroků Sunu bylo vytvořit srovnatelnou alternativu k Microsoft Office.
OpenOffice.org verze 3.0 zaznamenala jen za první týden 3 miliony stažení. 80 % stažených verzí bylo pro Windows, zatímco linuxová verze byla stažena jen 221 000krát. Konkurenční Microsoft Office používá asi 550 milionů uživatelů. Verze 3.0 přinesla podporu formátu MS Office 2007 a ODF 1.2 a možnost úpravy PDF souborů.
Dne 28. září 2010 skupina předních vývojářů oznámila, že z projektu pod firmou Oracle odcházejí. Založili The Document Foundation, která převzala vývoj tohoto kancelářského balíku pod názvem LibreOffice.
Začátkem června 2011 firma Oracle ukončila vývoj OpenOffice.org a předala ho Apache Software Foundation, kde je nadále vyvíjen jako Apache OpenOffice.

## Komerční kancelářské balíky odvozené od Apache OpenOffice (OpenOffice.org)

### StarOffice
Kancelářský balík StarOffice si bere jako základ právě OpenOffice.org a rozšiřuje jej o několik dalších funkcí. Toto je možné díky open source licenci, pod kterou je OpenOffice.org distribuován, a podobně může OpenOffice.org, resp. nyní Apache OpenOffice využít kdokoli.
StarOffice obsahuje navíc proprietární kód:
- několik písem typu TrueType v kódování Unicode obsahující bitmapové vyjádření pro lepší čitelnost malých velikostí,
- databázový systém Adabas B,
- několik šablon,
- sbírku obrázků,
- některé funkce pro třídění v asijských jazycích,
- filtry pro zpracování souborů starších textových procesorů.

### 602Office
602Office byl český kancelářský balík od Software602, který byl založen na OpenOffice.org. Jeho první verze, která byla vydána v roce 2004, byla založena OpenOffice.org 1.1.4. Pozdější verze byla postavena na OpenOffice.org 2.0 a navíc obsahovala produkty 602SQL, galerii obrázků, šablony právních smluv a Thunderbird s plánovačem.